# Дом Остроухова в Трубниках
Дом Ильи Остроу́хова в Трубника́х — выставочный зал Государственного музея истории российской литературы имени Даля, расположен по адресу Москва, Трубниковский переулок, 17. Находится в бывшем особняке художника и коллекционера Ильи Остроухова, жившего здесь с 1890 до 1929 года. Музей регулярно организует крупные выставочные проекты, однако не имеет постоянной экспозиции.

## История

### Здание
Деревянное здание музея относится к московской застройке после пожара, устроенного французами в 1812 году. Возведённый в 1820-х годах, особняк пережил несколько крупных перестроек — в 1858, 1870 и 1889 годах. За этот период был утрачен сад, деревянные постройки во дворе, а также изменены границы участка. Первой владелицей дома была Е. Солнцева, а в 1880-х годах здание приобрели купцы Дмитрий и Петр Боткины. Художник Илья Остроухов стал собственником в 1890 году после женитьбы на дочери Петра Боткина Надежде — дом на Трубниковском переулке достался ей в качестве приданого.
С этого времени Остроухов начал формировать свою художественную коллекцию, состоящую в основном из этюдов русских художников, работ импрессионистов и собрания икон. В 1891 году коллекция Остроухова открылась для свободного посещения. Число экспонатов росло, и в 1905 году к дому была сделана кирпичная пристройка, а через девять лет к ней добавили второй этаж и жилой каменный флигель во дворе.
После революции, в 1918 году усадьба была национализирована и превращена в филиал Третьяковской галереи с названием «Музеем иконописи и живописи им. И. С. Остроухова». С 1979 года особняк является частью Государственного литературного музея. В ходе реставрации зданию был возвращён исторический облик конца XIX века, восстановлены внутренняя планировка и декор.

### Создание коллекции

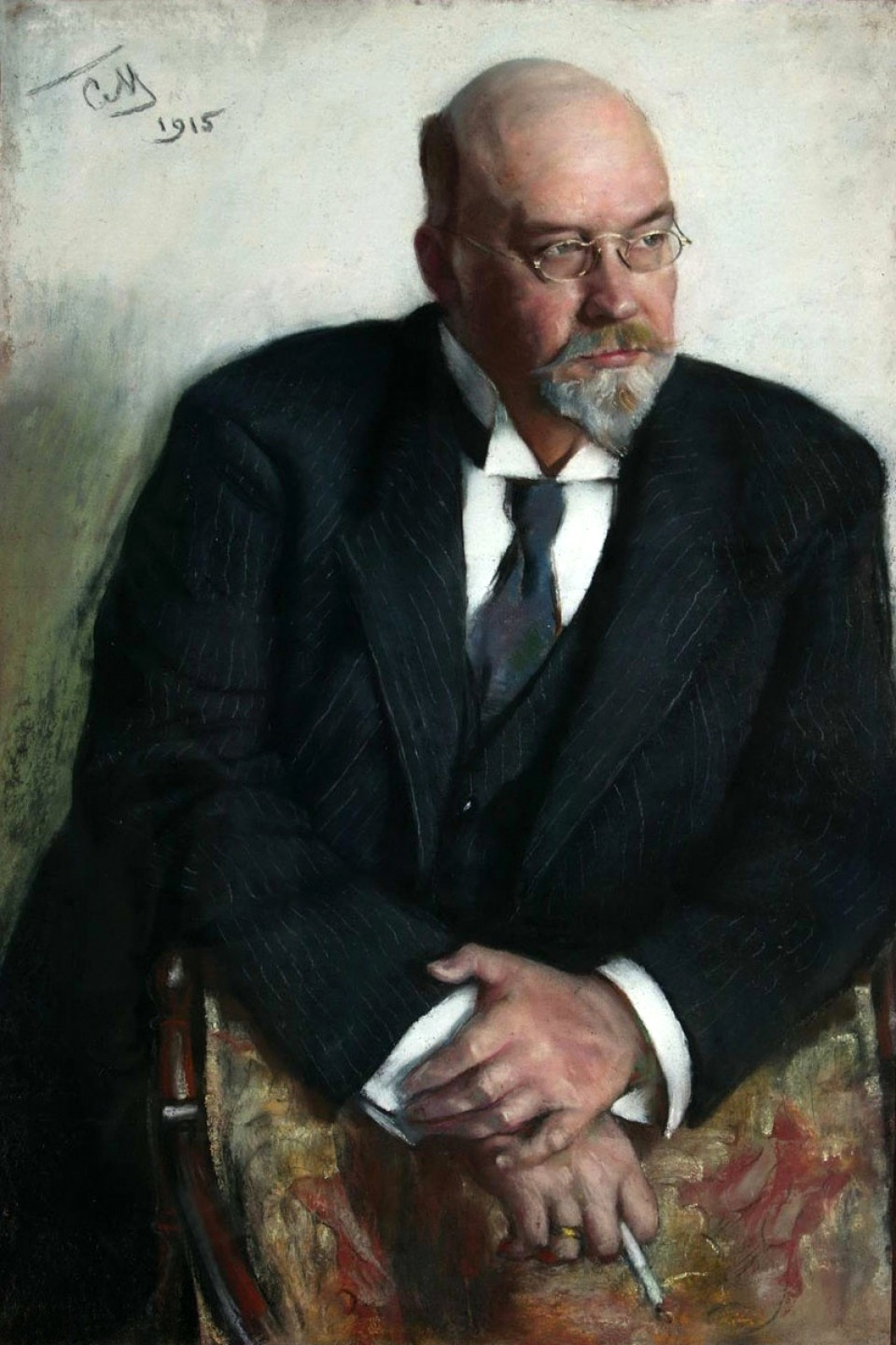
Портрет Ильи Остроухова кисти художника Сергея Малютина, 1915 год

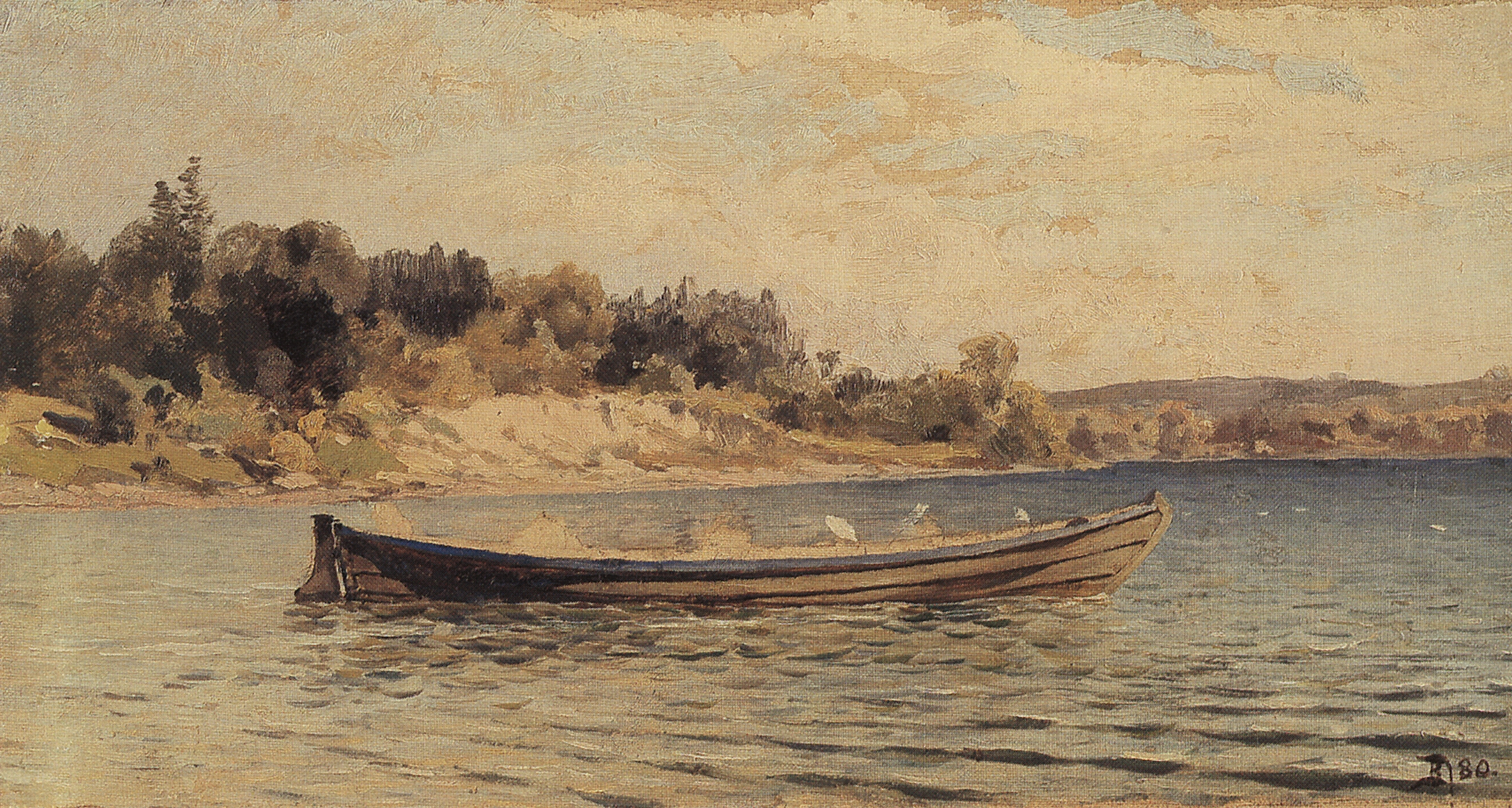
Картина Василия Поленова «Лодка», эскиз которой стал первым в художественной коллекции Остроухова

Илья Остроухов на протяжении всей жизни увлекался коллекционированием . Будучи состоявшимся художником он начал собирать эскизы и этюды своих коллег по Абрамцевскому художественному кружку. Первым в его собрании стал рисунок Василия Поленова «Лодка», подаренный ему в 1883 году. Однако большая часть коллекции сформировалась в 1890-е годы. Как отмечает искусствовед Лидия Иовлева, первые экспонаты Остроухов начал привозить из своих частых поездок по Европе, это были «средневековые испанские лампады, и копенгагенский фаянс, египетские бытовые и культовые предметы из раскопок и греко-римские статуэтки и вазы, европейский и китайский фарфор и японские веера и гравюры».
Большое влияние на художественный вкус и коллекцию Остроухова оказала дружба с Павлом Третьяковым, после смерти которого в 1913 году Остроухов был выбран членом попечительского совета Третьяковской галереи, а с 1904 — его главой. До 1900-х основную коллекцию Остроухова составляли работы русских художников: Василия Перова, Ильи Репина, Ивана Крамского, Василия Сурикова, Василия Васнецова, Василия Поленова, Ильи Левитана, Василия Серова, Михаила Врубеля.
В начале XX века Остроухов подружился с Сергеем Дягилевым, и коллекция пополнилась работами членов объединения «Мир Искусства»: «Весна на берегу моря» Константина Сомова, акварелями Александра Бенуа и Льва Бакста. Большое влияние на коллекцию оказало восхищение художника работами французских импрессионистов — в 1911 году он даже принимал у себя дома и в Третьяковской галерее Анри Матисса.
Илья Остроухов также обладал одной из самых больших в России коллекцией икон. В его собрании хранились изображения Андрея Боголюбского и Сергия Радонежского, работы Андрея Рублёва, древнерусские иконы Великого Новгорода. Особое место в коллекции занимала подаренная художнику икона Ильи Пророка XV века.
Как вспоминает Александр Бенуа, Остроухов сыграл важную роль в популяризации иконописи в России и за рубежом:
Благодаря ряду необычайно удачных приобретений, делавшихся обыкновенно через посредство его приятеля, хранителя Третьяковской галереи Черногубова (человека тончайшего вкуса, понаторевшего в коллекционерских комбинациях и лукавствах), он добился того, что имя его стало синонимом самого передового, самого просвещенного собирателя, к тому же оказывавшего бесценные услуги русской культуре… Ведь открытие всей этой новой области красоты произвело всемирную (благодаря заграничным выставкам) сенсацию. Еще недавно считалось, что вся русская живопись до Петра — нечто аморфное, рабски-подражательное; теперь же историки искусства и на Западе считаются с русской иконой, а иные склонны даже приравнять русских художников (не богомазов, а художников) и среди них на первых местах Андрея Рублева и Дионисия, с итальянскими тречентистами и кватрочентистами.
В 1912 году Остроухов принимал участие в создании коллекции Отделения Христианских древностей Русского Музея имени Александра III, предлагая музею услуги реставраторов и антикваров.
После смерти художника в 1929 году, коллекция Остроухова была изъята из особняка, а музей Иконописи и живописи был закрыт. Племянница Ильи Остроухова, Вера Прохорова, позже писала в своих мемуарах:
Судьба дяди Илиной коллекции была трагична. После неожиданной смерти Остроухова ценности из его дома были попросту расхищены. Что то передали в Третьяковскую галерею, а что то навсегда исчезло. Как, например, картина Тициана. У Остроухова была дома богатейшая библиотека из 12 тысячи томов, которую после его смерти тоже расхитили. Это было страшное зрелище. Даже мы, дети, понимали, что происходит что то ужасное и стихийное. Нам позволили взять несколько книг. У нас они потом хранились с экслибрисом «Из библиотеки Ильи Остроухова». В книгах  большевики были мало заинтересованы. Их больше интересовали картины, которые они спешно вывозили. Иконы тащили.
Большая часть коллекции, включая собрание картин и иконописи, в 1929 году была перемещена в Третьяковскую галерею  и в Исторический музей.

## Современность

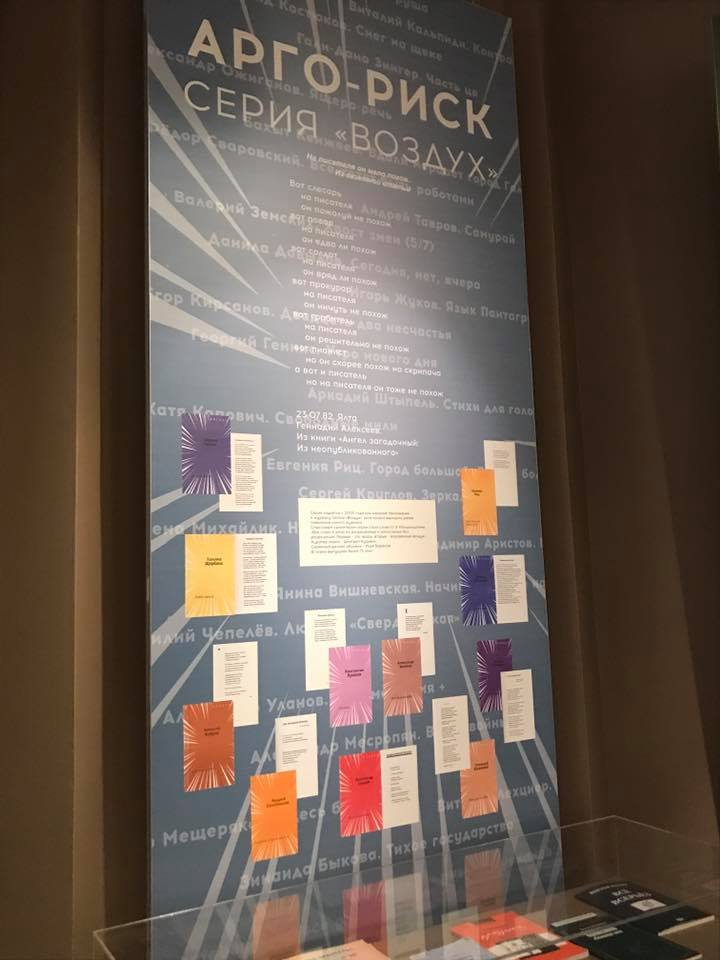
Выставка «Литературная Атлантида: поэтическая жизнь 1990—2000-х», проходившая в Доме Остроухова в 2017 году

С 1979 года особняк снова приобрёл статус музейного объекта и стал принадлежать Государственному литературному музею. В 1983 году в здании открылась выставка, посвященная 200-летию со дня рождения Василия Жуковского. С 1984 по 1992 года в помещении выставлялась коллекция работ истории русской литературы XX века. В 1992 году особняк Остроухова приобрёл статус выставочного зала. С 2014-го дом Остроухова функционирует как научно-экспозиционный центр «Дом И. С. Остроухова в Трубниках».
На начало 2018 года «Дом И. С. Остроухова в Трубниках» не имеет постоянной экспозиции. В 2011 году музей выиграл конкурс «Меняющийся музей в меняющемся мире», учреждённый фондом Потанина для помощи музеям в реализации современных проектов.
Крупные выставки с 2014 по 2018 год:
- «Александр Вертинский. Легенда века» (2014) — организована к 125-летию со дня рождения композитора. Каждый раздел выставки включает в себя определённый этап в жизни артиста: дореволюционное творчество, эмиграция, жизнь в Шанхае, возвращение в Россию[1].
- «Раритеты коллекции Анны Ахматовой в собрании ГЛМ» (2014)[1].
- «Юрий Анненков. Портреты, иллюстрации и театральные наброски из собрания» (2014) — приурочена к 125-летию со дня рождения живописца[1].
- «Мир начинался страшен и велик…» (2014) — посвящена памяти Первой мировой войны[1].
- «Дороги Исаака Бабеля» (2014) — была открыта к 120-летию со дня рождения писателя. В состав временной экспозиции входили рукописи, книги, фотографии из жизни. По выставке доступен виртуальный тур[16].
- «Москва Пастернака в событиях и лицах» (2015) — приурочена к 125-летию поэта[1].
- Выставка к 125-летию Осипа Мандельштама (2015) — организована с участием архивов Принстонского и Гейдельбергского университетов. В экспозицию входили фотографии, автографы, документы, прижизненные издания. Выставка стала крупнейшей в России посвященной Мандельштаму[17].
- Выставка живописи Анны Сарьян (2016) — в выставочном зале выставлялись работы из частных коллекций так и новые работы художницы[18].
- «Квартирный вопрос» (2016) — посвящена жизни и быту писателей советского периода[19].
- «Двенадцать. Русские писатели как зеркало революции 1917 года», организованная в честь 100-летия революции и рассказавшая о судьбе Владимира Маяковского, Александра Блока, Алексея Ремизова, Ивана Бунина, Зинаиды Гиппиус, Максима Горького, Алексея Толстого, Марины Цветаевой, Максимилиана Волошина, Валерия Брюсова, Демьяна Бедного и Анатолия Луначарского. Выставочное пространство было поделено на двенадцать комнат, каждая из которых рассказывала про жизнь отдельного литератора[20].
- «Литературная Атлантида: поэтическая жизнь 1990—2000-х» (2017) — целью мероприятия было рассказать о постсоветской поэзии и литературе, свободной от государственной идеологии[21].
- «Рильке и Россия» (2018) — событие было организовано совместно с Германией и Швейцарией. Временная экспозиция включает в себя около 280 экспонатов, посвящённых культурным связям поэта Райнера Рильке с Россией[22].

При музее действует культурный центр по работе с детьми. Основные проекты — «Не-урок», «Занимательная филология», «Пишем перьями» — нацелены на развитие творческих навыков у школьников, углубление их знаний по истории литературы, а также улучшение письменных навыков.

Выставка Рильке в доме Остроухова (2017 год)
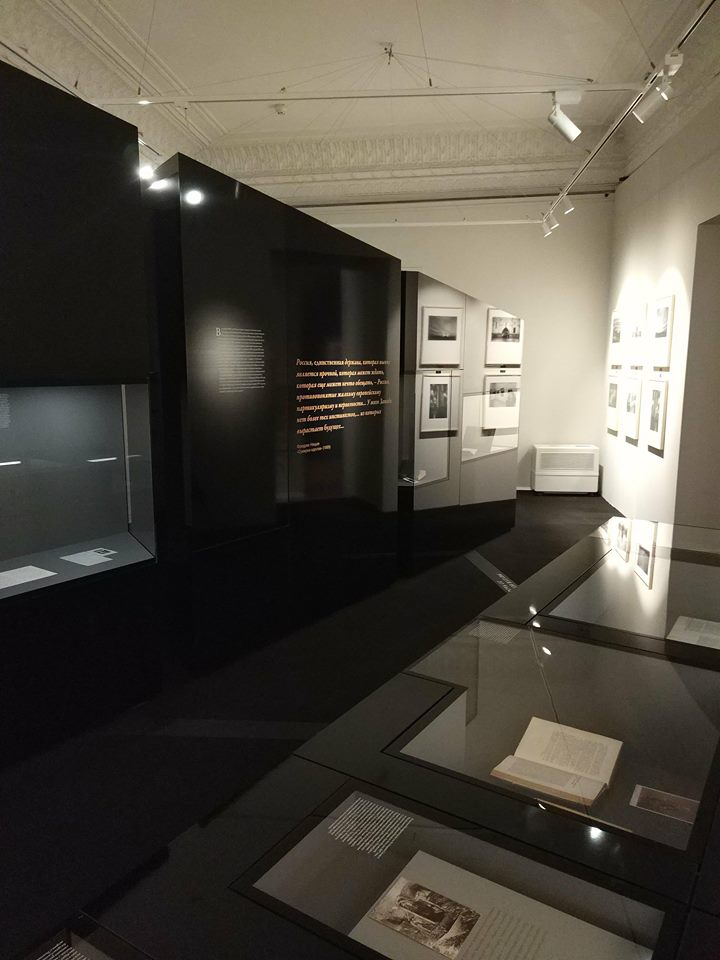
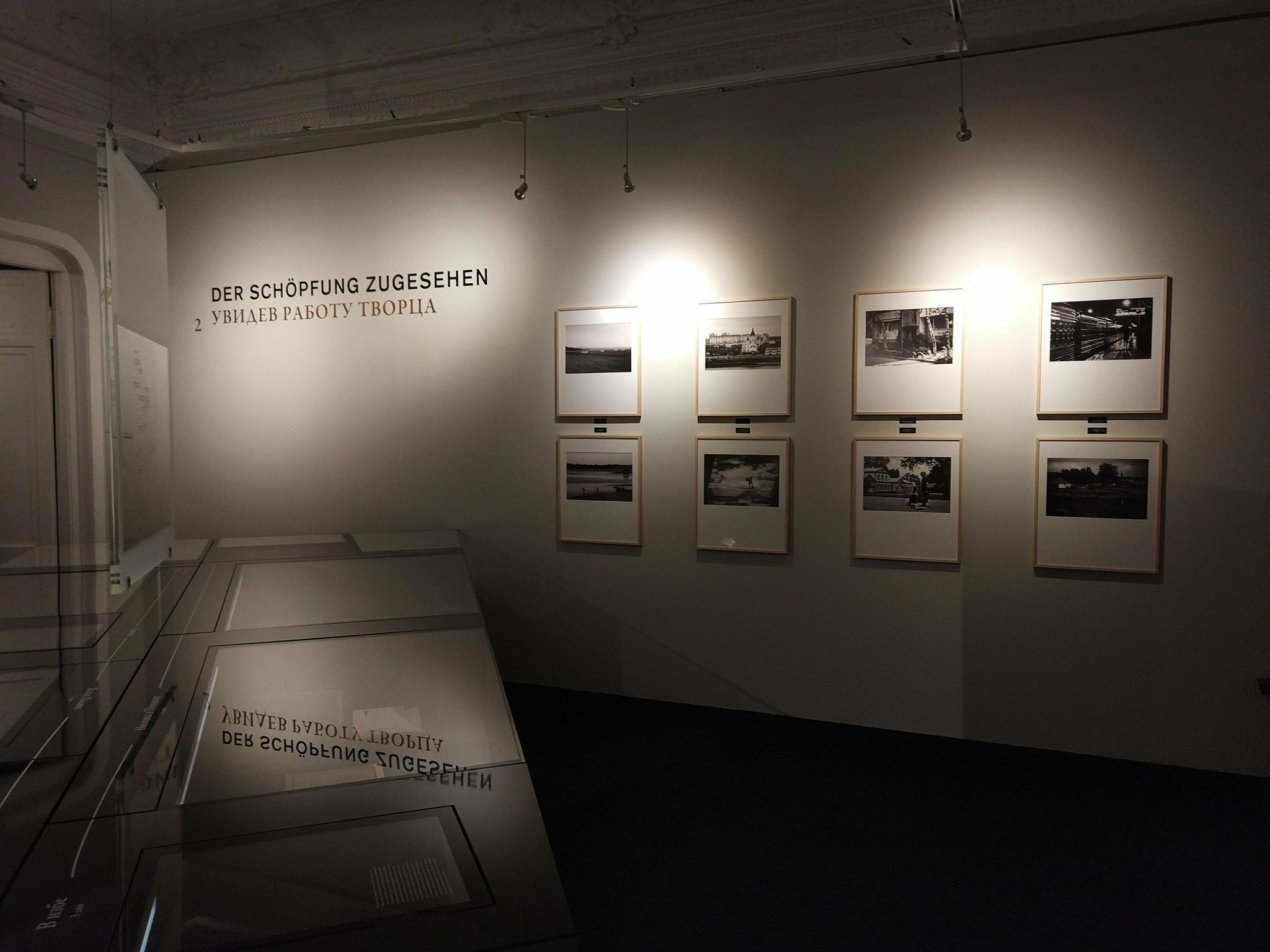
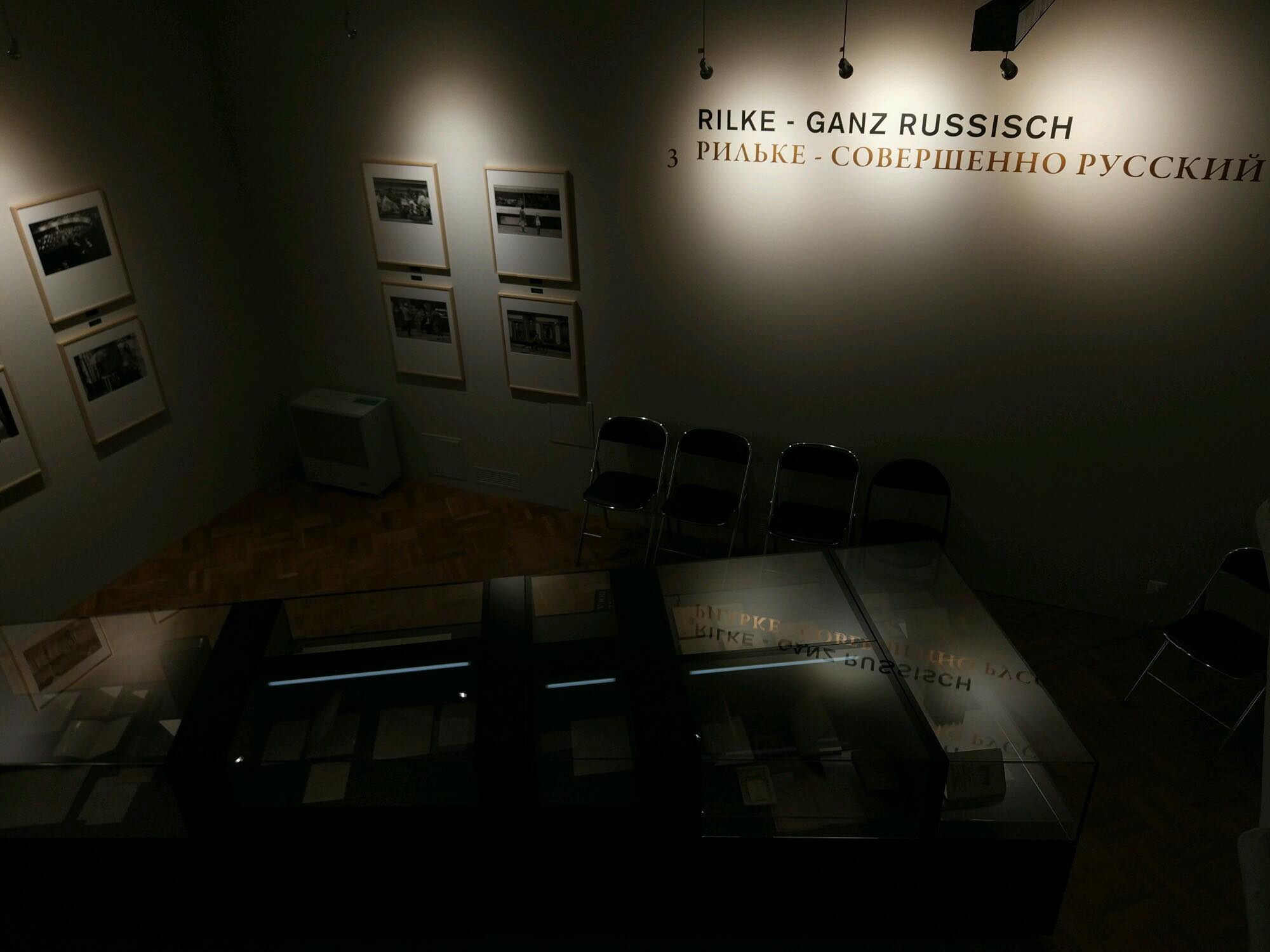